# Södra Havsjön
Södra Havsjön är en sjö i Torsby kommun i Värmland och ingår i Göta älvs huvudavrinningsområde. Sjön är 10 meter djup, har en yta på 0,828 kvadratkilometer och befinner sig 578 meter över havet. Sjön avvattnas av vattendraget Havån. Vid provfiske har abborre och öring fångats i sjön.

## Delavrinningsområde
Södra Havsjön ingår i det delavrinningsområde (675023-133689) som SMHI kallar för Mynnar i Tåsan. Medelhöjden är 531 meter över havet och ytan är 37,06 kvadratkilometer. Det finns inga avrinningsområden uppströms utan avrinningsområdet är högsta punkten. Havån som avvattnar avrinningsområdet har biflödesordning 3, vilket innebär att vattnet flödar genom totalt 3 vattendrag innan det når havet efter 472 kilometer. Avrinningsområdet består mestadels av skog (80 procent) och sankmarker (14 procent). Avrinningsområdet har 1,43 kvadratkilometer vattenytor vilket ger det en sjöprocent på 3,8 procent.